# Ken Iwase
Ken Iwase (Gunma, 8 juli 1975) is een voormalig Japans voetballer.

## Carrière
Ken Iwase speelde tussen 1994 en 2002 voor Urawa Red Diamonds en Omiya Ardija.